# SunExpress
SunExpress (na verdade SunExpress Güneş Ekspress Havacilik A.Ş.) é uma companhia aérea turca com base no sul do país na Riviera turca, no Aeroporto de Antália e Aeroporto de Gazipaşa, também na capital Istambul, no Aeroporto Internacional Sabiha Gökçen e no oeste no Aeroporto de Izmir. Ela também mantém uma subsidiária, SunExpress Alemanha.
SunExpress foi fundada em outubro de 1989 como a empresa subsidiária da Turkish Airlines e Lufthansa. Hoje, SunExpress transporta mais de sete milhões de passageiros e é uma das companhias aéreas líderes no tráfego entre a Alemanha e a Turquia. 
Durante a temporada de verão (2012) SunExpress fornece conexões sem escalas com mais de 1000 voos semanais entre a Europa e a Turquia, também entre Egipto e Turquia. SunExpress fornece conexões domésticas com mais de 300 voos semanais entre 15 cidades turcas. A companhia aérea se concentra em viagens, turismo intra-étnicos turcos e ligações entre os mais importantes da Anatólia.

## Frota

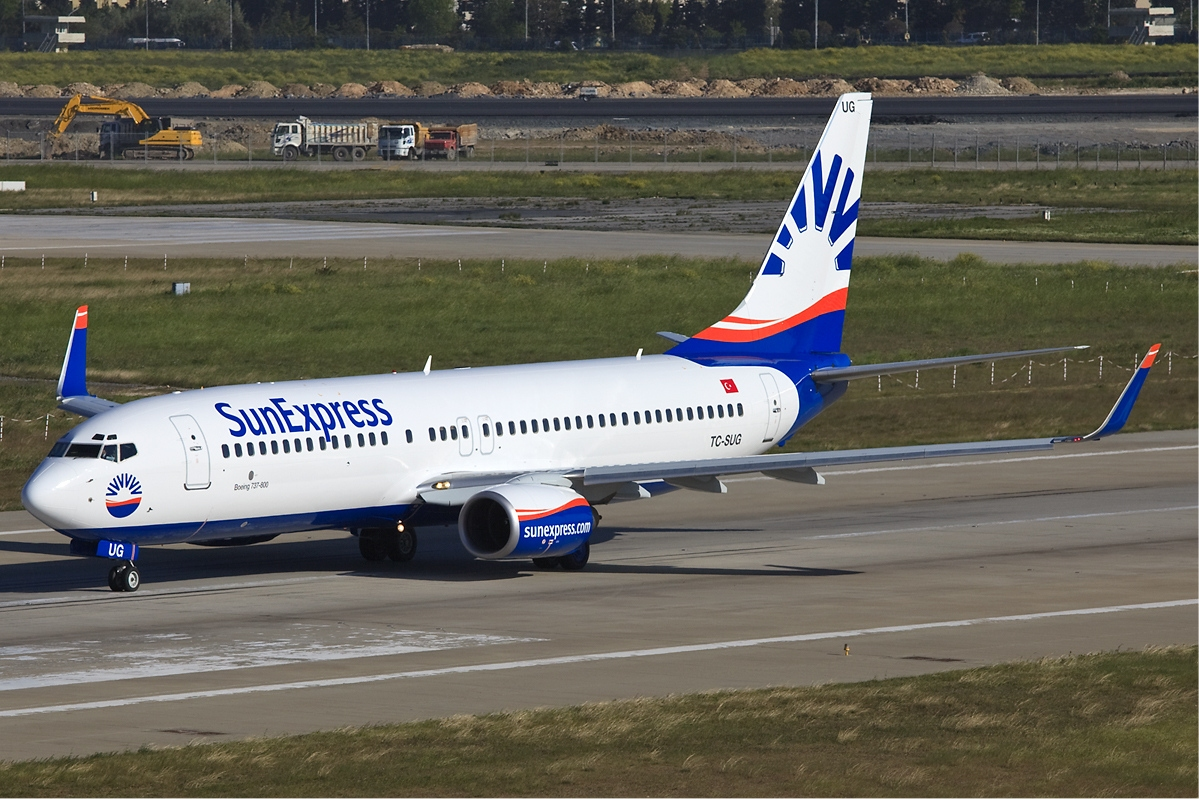
Um Boeing 737-800 da SunExpress com pintura usado desde 2010.

De fevereiro de 2016.
- 4 Boeing 737-700
- 52 Boeing 737-800